# Caridina bamaensis
Caridina bamaensis е вид десетоного от семейство Atyidae.

## Разпространение
Видът е разпространен в Китай (Гуанси).